# Villanueva del Fresno
Villanueva del Fresno – gmina w Hiszpanii, w prowincji Badajoz, w Estramadurze, o powierzchni 360,18 km². W 2011 roku gmina liczyła 3617 mieszkańców.